# Sportpark Coudewater
Sportpark Coudewater was een sportpark op landgoed Coudewater in Rosmalen, waar er korfbal en honkbal werd gespeeld. Vanwege de bouw van Sportpark De Groote Wielen, wordt het sportpark niet meer gebruikt. De clubs die hier huisden zijn verhuisd naar het sportpark in het noorden van Rosmalen.
De verhuizing was voor de verenigingen noodzakelijk, omdat de clubs op dit sportpark niet konden groeien, wat ze wel in De Groote Wielen kunnen. De gemeente 's-Hertogenbosch wilde namelijk de sport in Rosmalen meer centraliseren. In een structuurvisie is door de gemeente 's-Hertogenbosch op deze locatie enige woningbouw toegestaan.
Het sportpark was vernoemd naar de abdij Coudewater.
Er maakt een golfclub gebruik van een gedeelte van het in Engelse landschapsstijl ingerichte landgoed.
Bastion Baselaar ·
De Groote Wielen ·
De Hoef ·
Eikenhage ·
Maliskamp ·
Coudewater